# 裴佶
裴 佶（はい きつ、752年 - 813年）は、唐代の官僚。字は弘正。本貫は絳州稷山県。

## 経歴
尚書右僕射の裴耀卿の孫にあたる。吏部郎中の裴綜の子として生まれた。裴佶は幼くして文章を作ることができた。弱冠にして進士に及第し、校書郎に任じられた。のちに藍田県尉として出向した。畿内諸県に奉天に城を築くよう勅命が下ったとき、京兆尹の厳郢が残酷横暴な統治をおこなっており、勅命をたてに部下たちを圧迫した。兵曹参軍の韋重規はその妻が妊娠し病にもかかっていたが、厳郢の暴力を恐れて、あえて役務を免れようとしなかった。裴佶がこのためかれの交代を請願し、役務は予定を超過させなかったので、当時に道義にかなった行いを称賛された。
興元元年（784年）、徳宗が梁州に避難すると、裴佶は行在に赴き、拾遺に任じられ、補闕に転じた。李懐光が河中府で反乱を起こすと、朝廷は恥を忍んでかれを許そうとしたが、裴佶は抗議して討伐を願い出た。三度異動して吏部員外郎となり、駕部郎中・兵部郎中を経て、諫議大夫に転じた。貞元17年（801年）、黔州観察使の韋士宗が残酷な統治をおこなったため、獠族たちに追放され、裴佶がこれに代わって黔州観察使となった。のちに風土病にかかり、入朝を強く請願して、同州刺史に任じられた。入朝して中書舎人となり、尚書右丞に転じた。
元和2年（807年）、兵部尚書の李巽が塩鉄使を兼ねると、塩鉄使の局を兵部に置こうとしたので、裴佶は強くその不可を上申して、取りやめられた。吏部侍郎に任じられた。病のため国子祭酒に任じられた。ほどなく工部尚書に転じて、致仕した。元和8年（813年）6月乙酉、死去した。享年は62。吏部尚書の位を追贈された。諡は貞といった。

## 伝記資料
- 『旧唐書』巻98 列伝第48
- 『新唐書』巻127 列伝第52